# 長吻眶鋸雀鯛
長吻眶鋸雀鯛，又稱鈍頭高身雀鯛，俗名為厚殼仔，為輻鰭魚綱鱸形目雀鯛科的其中一種。

## 分布
本魚分布於中東太平洋區的馬貴斯群島。

## 深度
水深1至5公尺。

## 特徵
本魚體側扁，呈卵圓形。體深褐色，每一鱗片均具深色緣；背鰭末端基部具不明顯的擴散黑斑，尾鰭凹形。背鰭硬棘12枚、背鰭軟條15枚、臀鰭硬棘2枚、臀鰭軟條12至14枚。體長可達9公分。

## 生態
本魚棲息於礁台或礁湖中，非常好鬥，具強烈的領域性。屬藻食性，以藻類為食。

## 經濟利用
多用以水族觀賞，很少人食用。